# Kanton Ardres
Der Kanton Ardres war bis 2015 ein französischer Kanton im Arrondissement Saint-Omer, im Département Pas-de-Calais und in der Region Nord-Pas-de-Calais; sein Hauptort war Ardres. Vertreter im Generalrat des Départements war zuletzt von 2011 bis 2015 Ludovic Loquet.
Der Kanton Ardres war 180,33 km² groß und hatte (1999) 17.610 Einwohner, was einer Bevölkerungsdichte von 98 Einwohnern pro km² entsprach. Er lag im Mittel 42 Meter über Normalnull, zwischen 0 Meter in Éperlecques und 196 Meter in Rebergues.

## Gemeinden
Der Kanton bestand aus 22 Gemeinden:
| Gemeinde                  | Einwohner Jahr | Fläche km² | Bevölkerungsdichte | Code INSEE | Postleitzahl |
| ------------------------- | -------------- | ---------- | ------------------ | ---------- | ------------ |
| Ardres                    | 4.287 (2013)   | –          | – Einw./km²        | 62038      | 62610        |
| Audrehem                  | 522 (2013)     | –          | – Einw./km²        | 62055      | 62890        |
| Autingues                 | 287 (2013)     | –          | – Einw./km²        | 62059      | 62610        |
| Balinghem                 | 1.180 (2013)   | –          | – Einw./km²        | 62078      | 62610        |
| Bayenghem-lès-Éperlecques | 984 (2013)     | –          | – Einw./km²        | 62087      | 62910        |
| Bonningues-lès-Ardres     | 681 (2013)     | –          | – Einw./km²        | 62155      | 62890        |
| Brêmes                    | 1.314 (2013)   | –          | – Einw./km²        | 62174      | 62610        |
| Clerques                  | 296 (2013)     | –          | – Einw./km²        | 62228      | 62890        |
| Éperlecques               | 3.411 (2013)   | –          | – Einw./km²        | 62297      | 62910        |
| Journy                    | 268 (2013)     | –          | – Einw./km²        | 62478      | 62850        |
| Landrethun-lès-Ardres     | 730 (2013)     | –          | – Einw./km²        | 62488      | 62610        |
| Louches                   | 944 (2013)     | –          | – Einw./km²        | 62531      | 62610        |
| Mentque-Nortbécourt       | 630 (2013)     | –          | – Einw./km²        | 62567      | 62890        |
| Muncq-Nieurlet            | 713 (2013)     | –          | – Einw./km²        | 62598      | 62890        |
| Nielles-lès-Ardres        | 522 (2013)     | –          | – Einw./km²        | 62614      | 62610        |
| Nordausques               | 1.112 (2013)   | –          | – Einw./km²        | 62618      | 62890        |
| Nort-Leulinghem           | 198 (2013)     | –          | – Einw./km²        | 62622      | 62890        |
| Rebergues                 | 325 (2013)     | –          | – Einw./km²        | 62692      | 62850        |
| Recques-sur-Hem           | 614 (2013)     | –          | – Einw./km²        | 62699      | 62890        |
| Rodelinghem               | 565 (2013)     | –          | – Einw./km²        | 62716      | 62610        |
| Tournehem-sur-la-Hem      | 1.437 (2013)   | –          | – Einw./km²        | 62827      | 62890        |
| Zouafques                 | 627 (2013)     | –          | – Einw./km²        | 62904      | 62890        |